# Bloomfield, Connecticut
Bloomfield är en kommun (town) i Hartford County i delstaten Connecticut, USA med cirka 19 587 invånare (2000). Den har enligt United States Census Bureau en area på totalt 67,8 km² varav 0,4 km² är vatten.